# Technikerschule Allgäu
Die Technikerschule Allgäu (TSA) in Kempten ist eine öffentliche Fachschule, die zum „Staatlich geprüften Techniker“ der Bau-, Elektro- oder Maschinenbautechnik weiterbildet. In Vollzeit dauert die Ausbildung zwei Schuljahre und endet mit einer Abschlussprüfung. Die Schule befindet sich auf dem Gelände des Berufsschulzentrums in neu sanierten Räumen.
Der Deutsche Qualifikationsrahmen und der Europäische Qualifikationsrahmen stellen den erfolgreichen Abschluss der Technikerschule auf die gleiche Stufe eines akademischen Bachelors der Hochschule oder Universität.

## Geschichte
Die Gründung erfolgte im Jahr 1966 als Teilzeitschule für Maschinenbautechnik, zwei Jahre später kam Elektrotechnik hinzu. Die große Resonanz führte 1971 zu einer Umwandlung in eine Vollzeitschule, die Fachrichtung Bautechnik ergänzt seit 1975 das Weiterbildungsangebot.

## Aufnahmevoraussetzungen
Gemäß der Bayerischen Fachschulordnung gilt für die Aufnahme:
- In der Regel der erfolgreiche Abschluss der Berufsschule.
- Der Nachweis einer einschlägigen beruflichen Vorbildung, z. B. durch eine Ausbildung und mindestens ein Jahr Berufspraxis in der gewählten Fachrichtung.

Bei Studienabbrechern, die die Aufnahmevoraussetzungen erfüllen und mindestens 70 ECTS-Punkte in einem fachlich verwandten Studiengang nachweisen, kann die Aufnahme im 2. Schuljahr erfolgen.
Für das erste Schulhalbjahr gilt eine Probezeit.

## Fachbereich Bautechnik
Während im ersten Schuljahr die Vermittlung von Grundlagen im Vordergrund steht, teilt sich das zweite Schuljahr in die Bereiche Hochbaukonstruktion und Holzbau auf. Für Absolventen besteht die Möglichkeit, sich in die Handwerksrolle eintragen zu lassen. Ferner kann, wie in den anderen Fachrichtungen auch, der sogenannte AdA-Schein erworben werden.
Absolventen der Bautechnik besitzen im Gegensatz zu anderen Fachrichtungen bei der Errichtung und Änderung bestimmter Gebäude eine Bauvorlageberechtigung.

## Fachbereich Elektrotechnik
Da in der Umgebung viele Firmen der Maschinenbaubranche angesiedelt sind, liegt einer der Schwerpunkte in diesem Fachbereich bei der Automatisierungstechnik. Daneben werden informationstechnische Grundlagen, Kenntnisse zu Programmierung und Elektronik vermittelt. Die Schule geht auf aktuelle Industrietrends wie z. B. Digitaler Zwilling und Künstliche Intelligenz ein und bereitet die Absolventen auf die Anforderungen der Berufswelt der Region gezielt vor.

## Fachbereich Maschinenbautechnik
Der größte Wandel in der Berufswelt findet zurzeit in der Maschinenbaubranche statt. Aktuelle Trends, wie z. B. Additive Fertigung, intelligente Fertigungsprozesse, Stichwort: Smart Factory, und die Informationstechnik beeinflussen den Bereich immer stärker und stehen daher neben der Vermittlung von Grundlagen im Unterricht im Fokus.

## Kosten
Für den Besuch der Schule werden Gebühren erhoben. Sie betragen zur Zeit 500 Euro im Jahr, für die Abschlussprüfung muss mit 100 Euro gerechnet werden. Die Einnahmen kommen der Ausstattung der Schule zugute. Die Absolventen werden bei einem erfolgreichen Abschluss mit einer Prämie belohnt, ferner besteht in den meisten Fällen der Anspruch auf BAföG.

## Förderverein
Der Förderverein, in dem die meisten wichtigen Unternehmen der Region Mitglied sind, unterstützt die Technikerschule Allgäu vor allem in materieller, fachlicher und politischer Hinsicht. Ein reger Austausch zwischen den Firmen, der Schule und ihren Studierenden findet z. B. bei Betriebsbesichtigungen und gemeinsamen Projekten statt.